# Capilla de los Penitentes Negros (Aubagne)
La Capilla de los Penitentes Negros es una capilla desconsagrada ubicada en Aubagne, en el departamento de Bouches-du-Rhône, Francia. Está catalogado como monumento histórico desde e l2 de diciembre de 1927.
Desde el 2008 alberga el centro de arte contemporáneo Les Pénitents Noirs.